# TGR

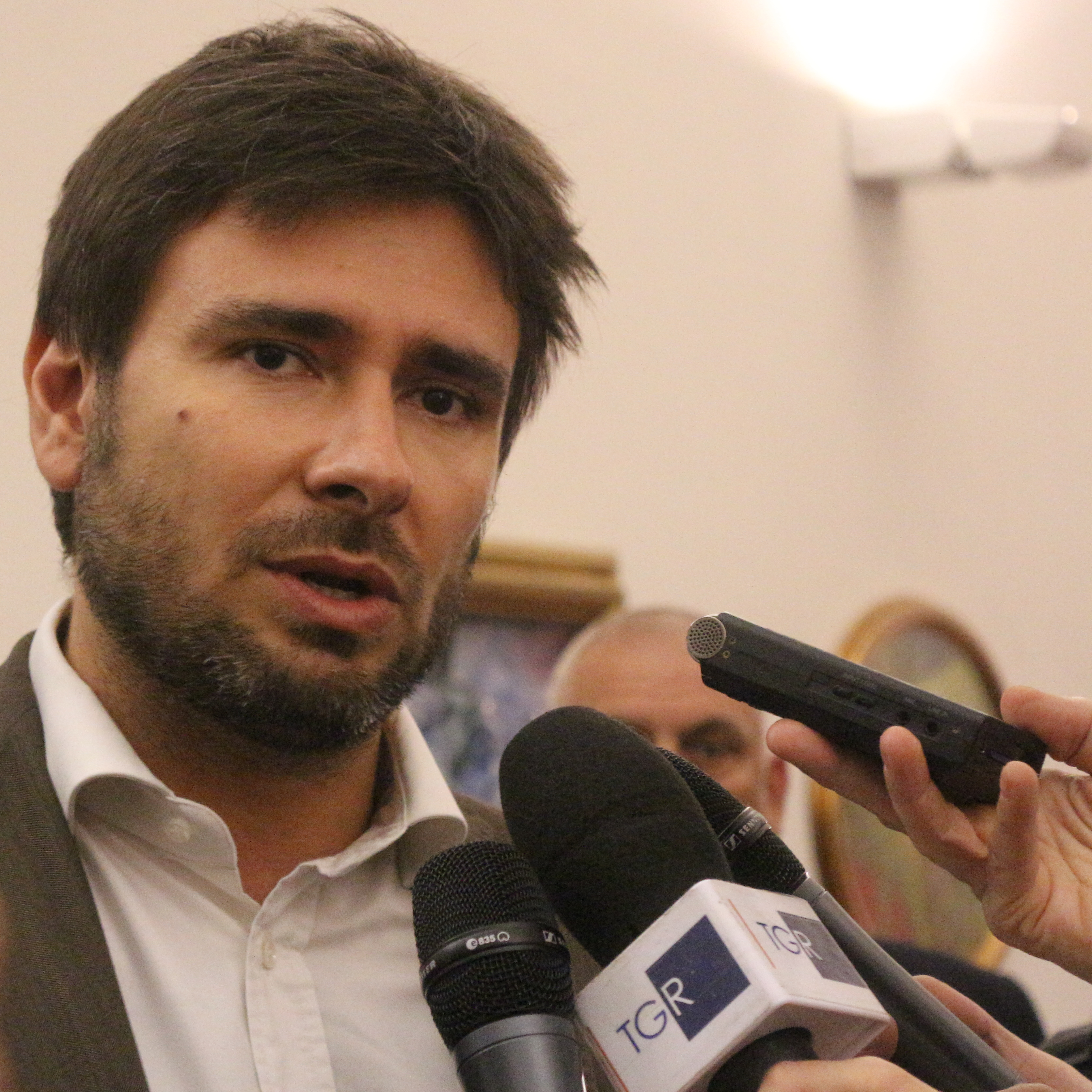
Entrevista a Alessandro Di Battista per part del programa informatiu.

TGR (Abreviació de TG Regione, en català Telenotícies Regional) és el programa informatiu de televisió Italiana Rai 3, la primera emissió del qual es va produir el dia 15 de desembre del 1979, des dels estudis regional.
Els Telenotícies regionals van néixer el 15 de desembre de 1979 com una divulgació de informació territorial de TG3. Entre 1986 i 1987 es van separar de la TG3 i es van fusionar en un títol autònom anomenat Rai Regione, que al novembre de 1991 es va convertir en TGR. De març de 1999 a juny de 2002, els noticiaris regionals es van incorporar novament a TG3.